# Pomacentrus trilineatus
Pomacentrus trilineatus är en fiskart som beskrevs av Cuvier, 1830. Pomacentrus trilineatus ingår i släktet Pomacentrus och familjen Pomacentridae. Inga underarter finns listade i Catalogue of Life.